# Mycocentrospora angulata
Mycocentrospora angulata är en svampart som först beskrevs av R.H. Petersen, och fick sitt nu gällande namn av S.H. Iqbal 1974. Mycocentrospora angulata ingår i släktet Mycocentrospora, ordningen Pleosporales, klassen Dothideomycetes, divisionen sporsäcksvampar och riket svampar.   Inga underarter finns listade i Catalogue of Life.